# Livendula
Livendula is een geslacht van vlinders uit de familie van de prachtvlinders (Riodinidae), onderfamilie Riodininae.
Livendula werd in 2007 voor het eerst wetenschappelijk beschreven door Hall.

## Soorten
Livendula omvat de volgende soorten:
- Livendula amasis (Hewitson, 1870)
- Livendula aminias (Hewitson, 1863)
- Livendula aristus (Stoll, 1790)
- Livendula balista (Hewitson, 1863)
- Livendula epixanthe (Stichel, 1911)
- Livendula huebneri (Butler, 1867)
- Livendula jasonhalli (Brévignon & Gallard, 1999)
- Livendula leucocyana (Geyer, 1837)
- Livendula leucophaea (Hübner, 1821)
- Livendula pauxilla (Stichel, 1911)
- Livendula violacea (Butler, 1867)